# وحشتناک‌ترین قتل
وحشتناک‌ترین قتل (انگلیسی: Murder Most Horrid) یک مجموعه آنتولوژی جنایی و کمدی سیاه بریتانیایی است که در سال ۱۹۹۱ منتشر شد.

## بازیگران
- جان باسوال
- بیل پترسون
- تیموتی اسپال
- مارشا فیتزالن
- جین اشر
- جیمز کازینز
- مارتین جرویس
- کوین مک‌نالی
- کوین آلن
- کنت کرانام
- بن میلر
- رابین دریسکول
- آنتونی اسلتری
- گرگ کروتول
- توگو ایگاوا
- کارولین بلکیستن
- کیتی برک
- جیم برودبنت
- دیوید هیروود
- دکستر فلچر
- رابرت لولین
- جیم کارتر
- برایان مک‌کاردی
- اما ایموس
- آماندا داناهو
- کالین سالمون
- پیتر وان
- لوسی بنجامین
- تیموتی وست
- جیمز ساکسون
- ویکتوریا ویکس
- جیمز فلیت
- فیلیپ جکسون
- کوین مک‌نالی
- کلارک پیترس
- دیوید بامبر
- ری وینستون
- نایجل هیورز
- بریجیت فورسایت
- هلن لدرر
- هیو لوری
- جان بنت
- راجر لوید-پک
- مینی درایور
- کلایو راسل
- دنی وب
- سوفی اوکوندو
- جونا اسکانالان
- سارا لانکاشایر
- جیمی فورمن
- گریم گاردن
- جیک وود
- پیپ تورنس
- فرانسس باربر
- پیتر سرافیناویچ